# 알레산드로 부온조르노
알레산드로 부온조르노(이탈리아어: Alessandro Buongiorno, 1999년 6월 6일 ~ )는 이탈리아의 축구 선수이다. 그의 포지션은 중앙 수비수로, 현재 세리에 A의 SSC 나폴리에서 활약하고 있다.

## 클럽 경력
2018년 2월 14일, 부온조르노는 토리노와 2022년까지 프로 계약을 맺었다. 2018년 4월 4일, 그는 4-1로 이긴 크로토네와의 경기에서 82분에 교체 투입되어 세리에 A 데뷔전을 치렀다.
2018-19 시즌에, 그는 세리에 B의 카르피로 임대되었다.
2020년 1월 11일, 부온조르노는 세리에 B의 트라파니로 2020년 6월 30일까지 임대되었다.

## 국가대표팀 경력
부온조르노는 2019년 FIFA U-20 월드컵에 이탈리아 U-20 대표팀 일원으로 참가했다.
2020년 10월 13일, 그는 피사에서 열린 2-0으로 이긴 아일랜드와의 2021년 UEFA U-21 축구 선수권 대회 예선전 경기에서 선발로 출전하여 이탈리아 U-21 대표팀 데뷔전을 치렀다.
2023년 3월 17일, 부온조르노는 잉글랜드와 몰타와의 UEFA 유로 2024 예선을 앞두고 이탈리아 성인 국가대표팀에 처음으로 차출되었다.

## 수상 내역
토리노
- 코파 이탈리아 프리마베라: 2017–18

이탈리아 U-20
- FIFA U-20 월드컵 4위: 2019[7]